# Uzonite
L'uzonite è un minerale.